# Wisłoka
A Wisłoka (viszloka) a Visztula jobb oldali mellékfolyója. 164 km hosszú, vízgyűjtő területe 4110 km². 
Az Alacsony-Beszkidekben ered a szlovák határnál, Czarne falu (Gorlicei járás) közelében. A Beszkidek vonulatain áttörve észak felé halad, majd a Jasło-Sanoki-medencét elérve északnyugatnak fordul. A Ciężkowicei-hegységen áthaladva Pilznónál ér ki a hegylábi területre. Ostrówek falunál ömlik a Visztulába. Forrásának közvetlen környékét nem számítva teljes hosszában a Kárpátaljai vajdaság területén folyik. 

## Városok a Wisłoka mentén
- Jasło
- Pilzno
- Dębica
- Mielec
- Nowy Żmigród

## Fontosabb mellékvizei
- Bal oldali: Ropa
- Jobb oldali: Jasiołka, Tuszymka, Wielopolka